# Lammefjordsfilmen
|  | Denne artikel er oprettet af botten Steenthbot ud fra en ekstern database. Den kan derfor have sproglige fejl eller mangler. Denne skabelon kan fjernes efter kontrol af indholdet. |

Lammefjordsfilmen er en dansk dokumentarisk optagelse fra 1946.

## Handling
Om afvandingen af Lammefjorden og dens forandring til agerland. Dæmningen blev bygget i 1874, og den efterfølgende udpumpning begyndte i januar 1875. Sænkningen af vandstanden i Lammefjorden kom til at ske i etaper. Det formodes at optagelserne er fra omkring 1943, hvor man nåede den endelige vandstandssænkning på -7 meter. Vi ser arbejdet på dæmningen, gravning af kanaler og inspektion. Den sandede landbrugsjord bruges bl.a. til korn- og aspargesdyrkning. Aspargesene hyppes, stikkes og pakkes og fragtes på hestevogn til stationen. Vi får også indblik i skalleindustrien på Lammefjorden, sveskeblommeavl, tobaksavl.
Ved en festlig lejlighed taler gårdejer Chr. Hansen, Aavang, som er formand for Lammefjordens Lodsejerlag og generaldirektør Ole Olsen (1863-1943). Ved sommermøde i Byhaven Faarevejle taler Christmas Møller (1894-1948).

## Medvirkende
- Ole Olsen
- Christmas Møller